# Suinse
Suinse (bribri, Tswi'tsi, espalda del armadillo) es el nombre de una región de la Cordillera de Talamanca, recorrida por el río del mismo nombre y ubicada en la margen derecha del río Coén, a unos cinco kilómetros al este de San José Cabécar, en la provincia de Limón, Costa Rica.
Suinse recibe este nombre por ser una región sumamente escarpada, por lo que los indígenas locales la comparan con la espalda de un armadillo. El río Suinse emerge entre los cerros, en un lugar llamado SwañaLaukö («salida del viento») y desciende hasta un valle cerrado, con montes escarpados a ambos lados, cubierto de bosque, hasta desembocar en el río Coén en medio un playón. El sitio, conocido por los indígenas como SwikLurara (swëköLaLa) o «sitio de los antiguos», es donde se cree se ubica la cuna del rey bribri Pablo Presbere y donde se asentaba el pueblo que este gobernó.
Pablo Presbere lideró en 1709 una rebelión de los indígenas de Talamanca contra la ocupación española. Presbere reunió en Suinse a los jefes de los aborígenes cabécares, teribes y viceitas, luego de interceptar unas cartas enviadas por los frailes de las misiones cercanas donde solicitaban al gobernador de Cartago más soldados para sacar a los indígenas de las montañas y llevarlos a sus comunidades. En conjunto con el líder cabécar Comesala, el ejército de Presbere atacó y expulsó a los españoles de Talamanca, quemando las iglesias. Los españoles organizaron un contraataque unos meses después, capturando y ejecutando a Presbere y a varios líderes indígenas.